# Lubaczów (gmina)
Lubaczów est une gmina rurale du powiat de Lubaczów, Basses-Carpates, dans le sud-est de la Pologne, à la frontière avec l'Ukraine. Son siège est la ville de Lubaczów, bien qu'elle ne fasse pas partie du territoire de la gmina.
Située au nord de Wielkie Oczy, la gmina couvre une superficie de 202,86 km2 pour une population de 9 133 habitants.

## Géographie

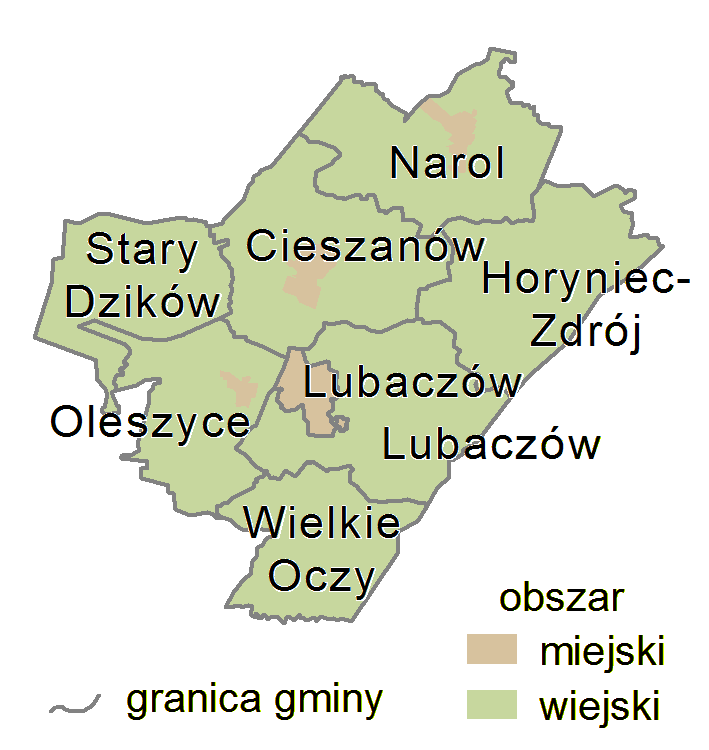
Carte du powiat (partie urbaine en marron et rurale en vert)

La gmina inclut les villages d'Antoniki, Bałaje, Basznia Dolna, Basznia Górna, Borowa Góra, Budomierz, Dąbków, Dąbrowa, Hurcze, Huta Kryształowa, Karolówka, Krowica Hołodowska, Krowica Lasowa, Krowica Sama, Lisie Jamy, Młodów, Mokrzyca, Opaka, Piastowo, Podlesie, Szczutków, Tymce, Wólka Krowicka et Załuże.
La gmina borde la ville de Lubaczów et les gminy de Horyniec-Zdrój. Elle est également frontalière de l'Ukraine.